# Rosa per l’Italia
Róża dla Włoch (wł. Rosa per l’Italia) – włoska centrowa partia polityczna o profilu chadeckim. Pierwotnie funkcjonująca pod nazwą Biała Róża (Rosa Bianca).
RB została założona w styczniu 2008 z inicjatywy grupy polityków Unii Chrześcijańskich Demokratów i Demokratów Centrum z deputowanym Brunem Tabaccim i związkowcem Savinem Pezzottą na czele, działających dotychczas jako frakcja UDC łącząca działaczy sceptycznie nastawionych do dalszej współpracy z Silviem Berlusconim. Rozłam nastąpił, gdy władze chadeków zdecydowały się nie wspierać próby tworzenia nowego rządu przez Franca Mariniego i dążyć do przedterminowych wyborów.
Białą Różę zasiliła grupa znanych polityków związanych dawniej ze Stokrotką, którzy nie akceptowali powołania Partii Demokratycznej, a także m.in. poseł do PE i piłkarz Gianni Rivera.
Po skróceniu kadencji parlamentu w lutym 2008 partia początkowo planowała wystawienie własnych list wyborczych. Ostatecznie przystąpiła do Unii Centrum, tworzonej głównie na bazie UDC, z której listy w przedterminowych wyborach trzech jej liderów uzyskało mandaty w Izbie Deputowanych. Wkrótce po wyborach jeden z jej liderów, Mario Baccini, założył własne ugrupowanie pod nazwą Federacja Chrześcijańskich Ludowców, z którym przeszedł do Ludu Wolności. W 2009 jego następca, Bruno Tabacci, odszedł do Sojuszu dla Włoch.
Faktyczne kierownictwo partii przejął Savino Pezzotta. W 2013 doprowadził do opuszczenia przez to ugrupowanie federacji UdC.